# سوداچیه
سوداچیه (به لاتین: Sudachye) یک منطقهٔ مسکونی در روسیه است که در استان آستراخان واقع شده‌است.